# Down to Earth (альбом Rainbow)
Down to Earth — четвертий студійний альбом англійського гурту Rainbow, представлений 28 липня 1979 року на лейблі Polydor Records. Останній альбом в складі гурту барабанщика Козі Павелла.

## Про альбом
До 1979 року Річі Блекмор вирішив завершити співпрацю із Діо, втомившись від його захоплення середньовіччям, драконами, лицарями і іншими подібними речима. Це захоплення відображалась на текстах гурту, а Блекмор націлився на чарти США, де приймали музику із більш легким звучанням і більш простими текстами. У січні 1979 року було офіційно оголошено про те, що Діо покидає гурт. Знову гітарист зіткнувся з проблемою знайти вокаліста. Він навіть хотів бачити на місці вокаліста Гіллана:
«Я сказав Гіллану: "Давай об'єднаємося", але він відповів: "Не можу". Так що ми випили, і я пішов ні з чим».
Такий союз був неможливий у той час, бо амбітний Гіллан не стільки пішов би співати в групі Блекмора, скільки сам волів би бачити Блекмора в своїй групі. На його місце, прослухавши багатьох кандидатів після Ієна, запросили Грема Боннета. Також Девіда Стоуна було замінено на Дона Ейрі, котрий грав із Козі Павеллом у гурті Hammer. Ще одним доповненням став колега Блекмора у Deep Purple, басист і продюсер Роджер Гловер.
Під час написання пісень Боннет складав свої вокальні мелодії, хоча його внесок залишився незазначеним. Його вокал не був записаний разом з іншими треками у Франції, а пізніше в Kingdom Sound Studios на Лонг-Айленді, коли всі інші сесії запису були завершені. Down to Earth — єдиний альбом Rainbow, у якому брав участь Боннет, хоча він все ще був частиною гурту, коли почав писати альбом для Difficult to Cure.
Альбом було представлено у липні 1979 року і, як це не рідко буває, слухачі негативно поставились до зміни стилю гурту. Звучання альбому стало дещо м'якшим, ніж попередні роботи гурту, а сама платівка ознаменувала певний перехідний період між хард-роковою ерою Діо та ерою Джо Лінн Тернера.
Для запропонованого наступного синглу також була записана пісня «Will You Love Me Tomorrow», але не видана через відхід Боннета. Боннет вже записав цю пісню для свого першого сольного альбому з однойменною назвою в 1977 році. Версія Rainbow була записана в студії в травні 1980 року під час репетицій японської частини туру Down to Earth. Згодом вона звучала наживо протягом цього туру.

## Сприйняття
Редактор AllMusic Стівен Томас Ерлевайн визначив альбом як «гарну тарілку хард-року», яка «може не запропонувати нічого унікального, але вона є корисною». Він критикує здебільшого вокал Боннета, але хвалить «гітарну майстерність і містичну чутливість Річі Блекмора», який «звучить на альбомі бадьорим» . Адрієн Бегран з PopMatters, рецензуючи Deluxe Edition 2011 року, зазначає, що Down to Earth «дещо недооцінений у порівнянні з величною дискографією Dio, але він залишається сильним виходом через 31 рік», навіть якщо «новий матеріал звучить набагато більш просто… у порівнянні з відверто епічними хеві-метал-аранжуваннями Rainbow епохи Діо». Ці пісні — «вісім пекучих, запаморочливих хард-рокерів», чудово переданих завдяки виконанню та енергії Боннета. За словами рецензента Record Collector, альбом «є, мабуть, найбільш суперечливим записом у каталозі Rainbow» через «цілеспрямоване прагнення Блекмора досягти успіху» та відхід від звучання попередніх альбомів. Він додає, що це «сильний» альбом із багатьма елементами «класичного радіо», але другий диск Deluxe Edition не додає нічого суттєвого для відчуття від прослуховування.
У 2005 році альбом Down to Earth посів 431 місце в книзі 500 найкращих рок- та метал-альбомів усіх часів журналу Rock Hard.

## Думка Блекмора
В інтерв’ю Sounds у 1979 році Блекмор сказав: 
«Я так поважаю класичних музикантів, що, коли я слухаю себе, я думаю: о, це нісенітниця. Я можу заглушити музику інших людей, тому що фактом є я скинути мою власну музику і сказати, що це нісенітниця. Більшість із них – не вся – «No Time to Lose» точно є, але «Eyes of the World» — це нормально. Але значна частина цього — марна трата часу.» 

## Список композицій
Автор музики і слів Річі Блекмор і Роджер Гловер, якщо не зазначено інше. 
| Сторона 1 | Сторона 1           | Сторона 1  |
| #         | Назва               | Тривалість |
| --------- | ------------------- | ---------- |
| 1.        | «All Night Long»    | 3:53       |
| 2.        | «Eyes of the World» | 6:42       |
| 3.        | «No Time to Lose»   | 3:45       |
| 4.        | «Makin' Love»       | 4:38       |

| Сторона 2 | Сторона 2             | Сторона 2                    | Сторона 2  |
| #         | Назва                 | Автор                        | Тривалість |
| --------- | --------------------- | ---------------------------- | ---------- |
| 5.        | «Since You Been Gone» | Русс Баллар                  | 3:25       |
| 6.        | «Love's No Friend»    |                              | 4:55       |
| 7.        | «Danger Zone»         |                              | 4:31       |
| 8.        | «Lost in Hollywood»   | Блекмор, Гловер, Козі Павелл | 4:51       |

### 2011 делюкс видання
| Диск 1 | Диск 1                                          | Диск 1                  | Диск 1     |
| #      | Назва                                           | Автор                   | Тривалість |
| ------ | ----------------------------------------------- | ----------------------- | ---------- |
| 1.     | «All Night Long»                                |                         | 3:53       |
| 2.     | «Eyes of the World»                             |                         | 6:42       |
| 3.     | «No Time to Lose»                               |                         | 3:45       |
| 4.     | «Makin' Love»                                   |                         | 4:38       |
| 5.     | «Since You Been Gone»                           | Русс Баллар             | 3:25       |
| 6.     | «Love's No Friend»                              |                         | 4:55       |
| 7.     | «Danger Zone»                                   |                         | 4:31       |
| 8.     | «Lost in Hollywood»                             | Блекмор, Гловер, Павелл | 4:51       |
| 9.     | «Bad Girl» (B-side "Since You Been Gone", 1979) |                         | 4:51       |
| 10.    | «Weiss Heim» (B-side "All Night Long", 1980)    | Блекмор                 | 5:15       |

| Диск 2 | Диск 2                                                          | Диск 2     |
| #      | Назва                                                           | Тривалість |
| ------ | --------------------------------------------------------------- | ---------- |
| 1.     | «All Night Long» (інструментальна версія)                       | 4:43       |
| 2.     | «Eyes of the World» (інструментальна версія)                    | 6:52       |
| 3.     | «Spark Don't Mean a Fire»                                       | 3:52       |
| 4.     | «Makin' Love» (інструментальна версія)                          | 4:46       |
| 5.     | «Since You Been Gone» (інструментальна версія)                  | 4:02       |
| 6.     | «Ain't a Lot of Love in the Heart of Me»                        | 5:00       |
| 7.     | «Danger Zone» (інструментальна версія)                          | 5:31       |
| 8.     | «Lost in Hollywood» (інструментальна версія)                    | 4:03       |
| 9.     | «Bad Girl» (інструментальна версія)                             | 5:04       |
| 10.    | «Ain't a Lot of Love in the Heart of Me» (альтернативна версія) | 5:23       |
| 11.    | «Eyes of the World» (інструментальна версія)                    | 6:11       |
| 12.    | «All Night Long» (Cozy Powell mix)                              | 3:54       |

## Склад
- Грем Боннет — вокал
- Річі Блекмор — гітара
- Дон Ейрі — синтезатор
- Роджер Гловер — бас-гітара, продюсер
- Козі Павелл — ударні